# Hermann Knaus
Hermann Knaus, ginecòleg austríac (Sankt Veit an der Glan, 1892 - Graz, 1970). Autor d'un mètode anticonceptiu, junt amb el metge japonès Kyusaku Ogino, que porta el nom d'ambdós. Publicà els resultats de nombrosos treballs sobre els mecanismes fisiològics de la reproducció humana.